# Some Hearts Are Diamonds
Some Hearts Are Diamonds ("Algunos corazones son diamantes", en español) es un álbum del cantante británico Chris Norman publicado en 1986 y producido por el alemán Dieter Bohlen, quien además compuso la mayoría de las diez canciones que contiene.

## Lista de canciones
Todas las canciones escritas y compuestas por Dieter Bohlen, excepto las que se indican. 
| N.º | Título                         | Escritor(es)                 | Duración |  |
| 1.  | «Some Hearts Are Diamonds»     |                              | 3:42     |  |
| 2.  | «Hunters Of The Night»         | Dieter Bohlen y Chris Norman | 4:03     |  |
| 3.  | «Chain Reaction»               | Chris Norman y Pete Spencer  | 3:40     |  |
| 4.  | «It's a Tragedy»               | Chris Norman y Pete Spencer  | 3:43     |  |
| 5.  | «No Arms Can Ever Hold You»    |                              | 3:42     |  |
| 6.  | «Midnight Lady»                |                              | 4:08     |  |
| 7.  | «Love for Sale»                | Chris Norman y Pete Spencer  | 3:24     |  |
| 8.  | «Love Is»                      |                              | 3:29     |  |
| 9.  | «Stop at Nothing»              | Chris Norman y Pete Spencer  | 3:29     |  |
| 10. | «Till the Night We Meet Again» |                              | 4:11     |  |

## Posición en las listas
| Chart 1986 | Máxima Posición |
| ---------- | --------------- |
| Alemania   | 14              |
| Austria    | 22              |
| Noruega    | 9               |
| Suiza      | 9               |

## Créditos
- Música y letra: Dieter Bohlen (canciones 1, 2, 5, 6, 8 y 10)
- Arreglos: Dieter Bohlen
- Producción: Dieter Bohlen
- Coproducción: Luis Rodríguez
- Publicación: Hansa/Hanseatic
- Distribución: BMG Records
- Dirección de Arte y Concepto: Manfred Vormstein
- Diseño: Ariola-Studios
- Fotografía: Herbert W. Hesselmann